# A cavallo di due stili
A cavallo di 2 stili este primul album de cover și al 4-lea în ordine cronologică al cântărețului italian Al Bano publicat în anul 1970. 
Albumul a fost lansat doar pe disc de vinil: partea A de pe LP conține Storia di due innamorati (primul duet cu Romina Power) și două piese preluate din repertoriul clasic al lui Franz Schubert. Al Bano va primi rolul marelui compozitor în filmul muzical "Angeli senza paradiso". Partea B a discului conține cântece napoletane din care nu lipsește celebra O sole mio. Albumul conține și Il suo volto, il suo sorriso (muzica de Frédéric Chopin).

## Track list
1. Storia di due innamorati  (Vito Pallavicini, Detto Mariano, Albano Carrisi)
2. Mattino  (Vito Pallavicini, Ruggero Leoncavallo)
3. Angeli senza paradiso  (Vito Pallavicini, Franz Schubert, riel. Detto Mariano, Albano Carrisi)
4. Canto d'amore indiano  (Vito Pallavicini, Firml Rudolf, Detto Mariano, Albano Carrisi)
5. Ave Maria  (Vito Pallavicini, Franz Schubert, riel. Detto Mariano, Albano Carrisi)
6. Il suo volto, il suo sorriso  (Vito Pallavicini, Fryderyk Chopin, riel. Detto Mariano, Albano Carrisi)
7. 'O sole mio  (Giovanni Capurro, Eduardo Di Capua)
8. 'O marinariello  (Gennaro Ottaviano, Salvatore Gambardella)
9. 'Na sera 'e maggio  (Gigi Pisano, Giuseppe Cioffi)
10. Core 'ngrato  (Salvatore Cardillo, Riccardo Cordiferro)
11. Anema e core  (Domenico Titomanlio, Salvatore D`Esposito)
12. Guapparia  (Libero Bovio, Rodolfo Falvo)